# L'Aura
L'Aura, pseudonimo di Laura Abela (Brescia, 13 agosto 1984), è una cantautrice italiana.
Ha debuttato nel mondo della discografia nel 2005 con l'album Okumuki, disco ripubblicato nel marzo 2006 con l'inclusione del brano Irraggiungibile, con il quale la cantante ha partecipato al Festival di Sanremo nella categoria "Giovani". Successivamente ha pubblicato il secondo album, Demian (2007), e partecipato al Festival di Sanremo 2008 nella categoria "Big" con il brano Basta!, incluso nel suo terzo album: L'Aura.
Nel 2010 ha pubblicato l'EP Sei come me.

## Biografia
Nata a Brescia il 13 agosto 1984, figlia dell'ingegnere Gianfranco Abela, imprenditore nel settore dell'automazione meccanica con EFA Automazione nonché pittore, all'età di otto anni ha iniziato a studiare pianoforte e violino a Rezzato. Nel 2000, a sedici anni, si è trasferita a Berkeley, in California, dove ha concluso la scuola secondaria superiore e ha studiato inglese. È rientrata in Italia due anni dopo per cominciare a registrare il suo album di esordio, Okumuki, sotto la supervisione di Enrique Gonzalez Müller, produttore dei Plant Studios di San Francisco.
Nel 2004 ha duettato con i Mistonocivo nella canzone In una foto, contenuta nell'album Edgar, mentre nel marzo 2005 è uscito il suo singolo di esordio, Radio Star, che ha ottenuto un discreto successo sia in termini di vendite che di passaggi radiofonici.

### Il primo album,Okumuki
Nel mese di aprile del 2005 è stato pubblicato, per l'etichetta discografica Sony, Okumuki: l'album contiene undici brani composti, suonati e cantati dall'artista. Nel corso dello stesso anno, oltre al singolo d'esordio Radio Star, sono stati pubblicati due singoli tratti dallo stesso album: Today e Una favola, che hanno ottenuto un buon successo di vendita.
Nel settembre 2005 è stata chiamata da Claudio Baglioni a duettare con lui per la manifestazione O' Scià di Lampedusa e ha partecipato al Piazzola Music Award, dove ha interpretato il brano Quien con Aldemaro Romero al piano ed ha eseguito un live di Today. A fine anno ha vinto il Premio rivelazione dell'anno al M.E.I. (Meeting delle Etichette Indipendenti) di Faenza.

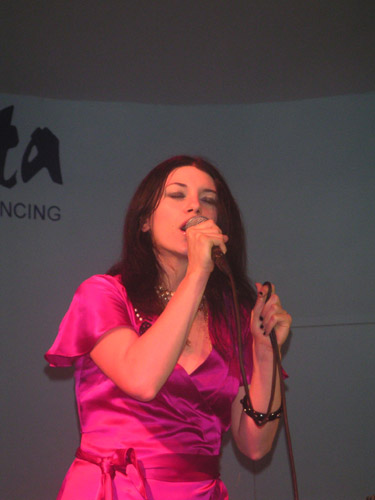
L'Aura nel 2006.

La grande svolta è arrivata nel febbraio 2006 con la partecipazione alla 56ª edizione del Festival di Sanremo, nella categoria Giovani, con il brano Irraggiungibile. La canzone è stata eliminata in semifinale, ma ha ottenuto un buon successo in termini di vendite entrando in classifica al diciassettesimo posto.
Contemporaneamente al singolo sanremese è stata pubblicata una nuova edizione di Okumuki, che aggiunge tre inediti e la cover del brano Life on Mars? di David Bowie agli undici brani dell'originale. La nuova edizione conquista il disco d'oro.
Nell'estate 2006 è stato pubblicato un ulteriore singolo estratto da Okumuki dal titolo Domani. L'estate di quell'anno ha visto la cantautrice impegnata in un lungo tour estivo durato fino ad ottobre.

### Il ritorno conDemian
Dopo una breve pausa, l'8 giugno 2007 è stato pubblicato, sempre per la Sony, il suo secondo album intitolato Demian, omonimo del romanzo di Hermann Hesse. L'album è stato anticipato dal singolo Non è una favola, pubblicato il 18 maggio e trasmesso in radio dal 4 dello stesso mese; la canzone ha riscosso un discreto successo estivo e il video ha raggiunto la finale al Premio Videoclip Italiano 2007. Il secondo singolo estratto è stata la canzone È per te in duetto con Max Zanotti, il cantante dei Deasonika; il videoclip del brano è entrato in rotazione sulle maggiori emittenti televisive nazionali e l'album è rimasto per tre settimane nella classifica dei 100 dischi più venduti in Italia.

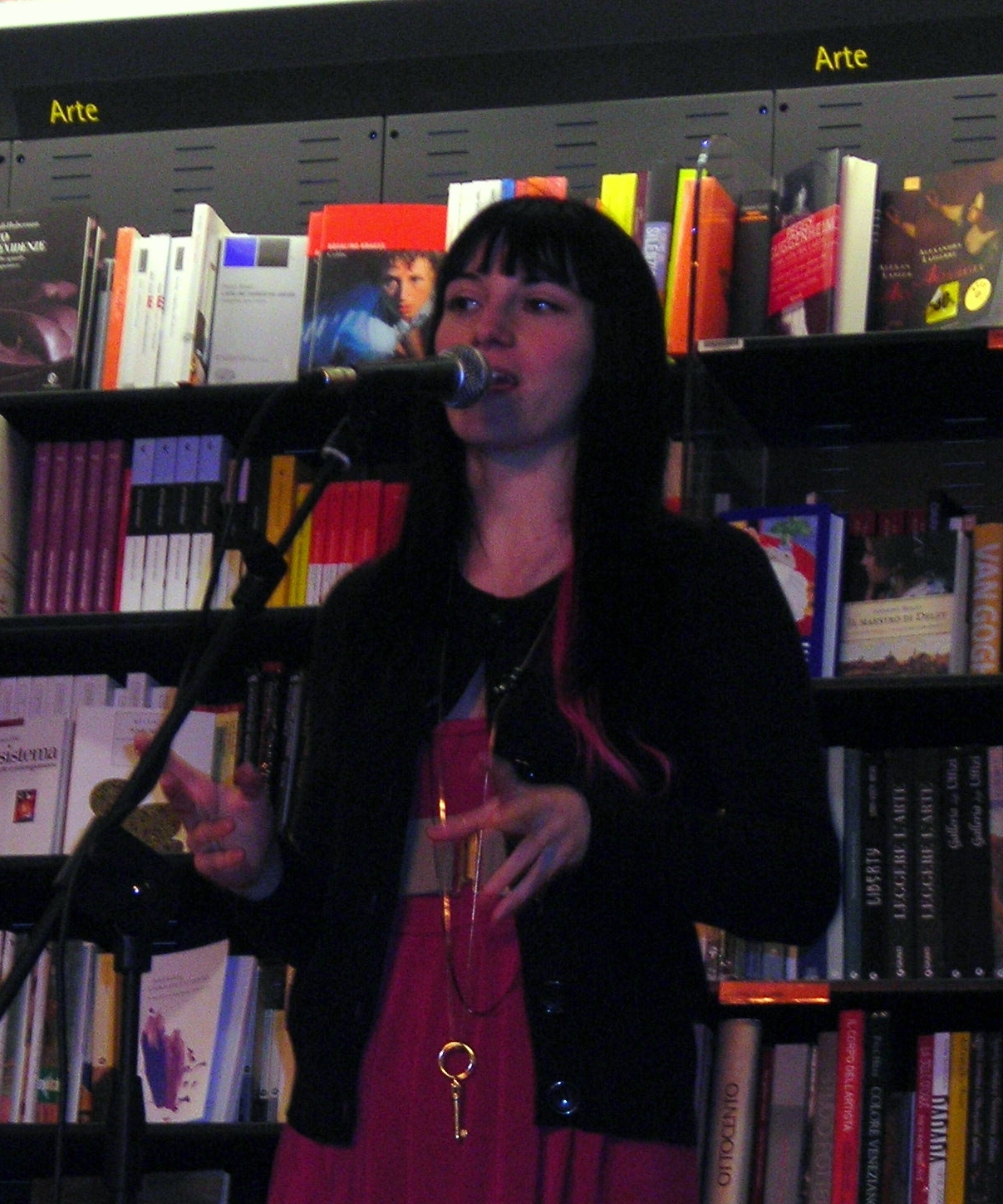
L'Aura alla Feltrinelli di Roma.

 Agli arrangiamenti dell'album, alle tastiere e agli strumenti giocattolo ha partecipato Davide Arneodo (Marlene Kuntz).
L'inverno 2007/2008 ha visto la cantante impegnata in un tour acustico dove ha proposto i brani dei due album riarrangiati in versione acustica insieme al gruppo d'archi GnuQuartet. Nel novembre 2007 ha registrato una versione di Bocca di rosa di Fabrizio De André, inclusa in un disco di beneficenza dal titolo Il diverso sei tu, prodotto dal GnuQuartet, e nel suo terzo album.

### La raccolta,L'Aura
È stata selezionata per partecipare al Festival di Sanremo 2008 con la canzone Basta! nella categoria Big, che ha raggiunto la diciassettesima posizione della classifica dei singoli italiana. Durante il Festival, il 29 febbraio 2008, è stato pubblicato il suo terzo album intitolato semplicemente L'Aura, contenente i successi della cantante (quattro brani da Okumuki e quattro da Demian), tre inediti, la canzone sanremese, una nuova versione dal vivo del brano Radio Star registrato con gli GnuQuartet e la cover di Bocca di rosa.
Durante la primavera del 2008 ha partecipato a manifestazioni canore come Successo italiano, il Concerto del Primo Maggio a Roma e l'Heineken Jammin' Festival, mentre a metà maggio ha partecipato ad un'iniziativa di beneficenza duettando con i Malfunk nel brano Su di me per l'album Randagi con un cuore enorme, il cui ricavato è stato totalmente devoluto in beneficenza. Sempre a metà maggio, il 16, è stato pubblicato nei negozi virtuali il secondo singolo tratto dall'album L'Aura, intitolato Cos'è, uscito nelle radio il 30 dello stesso mese.
Durante l'estate 2008 ha aperto i concerti di Ben Harper a Verona, dei R.E.M. a Milano e di Alanis Morissette a Torino. Il 12 giugno è partito a Tione, Trentino il Non qui, Ma qui Tour 2008.
Nel mese di ottobre 2008 ha duettato con Gianluca Grignani per il suo nuovo singolo Vuoi vedere che ti amo, facente parte della riedizione dell'album di Grignani Cammina nel sole. Oltre a questo singolo è uscito anche il terzo estratto dall'album L'Aura, Nell'aria, colonna sonora del film Un gioco da ragazze dell'esordiente Matteo Rovere.

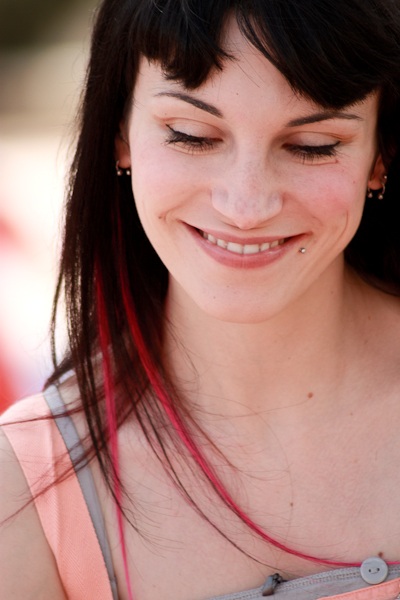
L'Aura nel 2008

A novembre 2008 il video di Basta! ha vinto il Premio Videoclip Italiano 2008. La cantante, sempre grazie a questo brano, si è anche aggiudicata il Premio Lunezia per il miglior testo..
Il 21 giugno 2009 ha partecipato al progetto di beneficenza Amiche per l'Abruzzo, tenutosi allo Stadio San Siro di Milano e organizzato da Laura Pausini, durante il quale ha duettato con Chiara Canzian.

### Come spieghieSei come me
Nell'ottobre 2009 ha cantato per la Disney la versione italiana della canzone per i titoli di coda del film Trilli e il tesoro perduto, intitolata L'attimo in cui. L'anno seguente ha partecipato alla realizzazione della colonna sonora del film Una canzone per te con il brano Invisibile; il brano è stato reso disponibile in formato digitale dal 18 maggio insieme all'intera colonna sonora della pellicola.
Durante l'estate 2010 prende parte al Summer Music Festival. Nell'ottobre 2010, con lo pseudonimo di L'Aura Abela, è stato pubblicato un nuovo singolo, Come spieghi, che ha anticipato la pubblicazione di un nuovo lavoro discografico, l'EP Sei come me, prodotto da Dado Parisini e pubblicato il 26 ottobre dello stesso anno ancora per l'etichetta discografica Sony. L'EP, che contiene anche il brano Invisibile, riscuote un tiepido successo di vendite, raggiungendo la posizione numero cinquanta della classifica italiana degli album.
Il brano che ha dato il titolo all'EP, Sei come me, è stato inserito nella colonna sonora dei film Maschi contro femmine - Femmine contro maschi. Nello stesso periodo, nel febbraio 2011, è tornata sul palco del Festival di Sanremo intervenendo al fianco di Nathalie nella serata dedicata ai duetti, interpretando con lei il brano Vivo sospesa.
A fine luglio 2011 è entrato in rotazione radiofonica il singolo Gira l'estate, scritto dalla stessa L'Aura insieme a Massimo Varini prodotto da Dado Parisini. Nel settembre successivo, l'artista ha collaborato con Dj Pandaj per la canzone Moonlight, ed è una degli artisti presenti nel disco Rio, colonna sonora dell'omonimo film d'animazione, con il brano Ritorna l'estate. Anche nel 2011, è presente nel secondo album della Rezophonic, dove partecipa nel brano Women on the Edge.
Nell'ottobre 2011 è stato pubblicato un ulteriore singolo, Eclissi del cuore, versione italiana di Total Eclipse of the Heart già edita dell'EP Sei come me ma in questo caso pubblicata come duetto con Nek. Il brano ottiene un gran successo, venendo certificato disco di platino da FIMI per le oltre 30 000 copie vendute, e traina l'uscita di una riedizione di Sei come me, contenente il duetto e il precedente singolo Gira l'estate. In questa nuova versione, l'EP ha raggiunto la posizione numero 52 della classifica italiana.
A fine anno ha collaborato inoltre con Enzo Iacchetti alla realizzazione dell'album benefico Acqua di Natale.
A gennaio 2012 è stato pubblicato il duetto con Enrico Ruggeri nel brano Quello che le donne non dicono, incluso nell'album del cantautore Le canzoni ai testimoni. Nel mese successivo viene pubblicato un duetto con Bassi Maestro nella canzone Quello che non siamo, presente nell'album Stanno tutti bene.
A gennaio 2014 conferma sulla sua pagina Facebook ufficiale di stare lavorando su un nuovo album di inediti, dopo un periodo di stop a causa di un intervento chirurgico alle corde vocali.
L'8 maggio 2014 è stata invitata da Laura Pausini a cantare accanto a lei. Il 18 maggio canta e suona il basso nel brano Con la musica alla radio, al fianco di Malika Ayane, Noemi, Emma, Paola Turci, Syria, La Pina e della stessa Laura Pausini a Taormina. Questo show viene trasmesso in TV nel 20 maggio come il one-man show Stasera Laura: ho creduto in un sogno.
Il 27 gennaio 2015 esce su iTunes la colonna sonora della seconda stagione della serie televisiva italiana Braccialetti rossi, dove partecipa nel brano Acrobati insieme a Niccolò Agliardi e Edwyn Roberts.
Nel 2015 scrive per Laura Pausini la canzone Lo sapevi prima tu, presente nel disco Simili dalla stessa Pausini.

### Il contrario dell'amore
Nel 2015 lavora con Laura Pausini in alcuni brani dell'album Simili: Io c'ero (+ amore x favore) e Lo sapevi prima tu, del quale fa anche una versione intimista sua su YouTube. È la prima volta che la Abela fa da autrice per altri.
Il 5 novembre 2015 comunica sulle sue pagine social di essere al lavoro su un nuovo album, intitolato Il contrario dell'amore, la cui uscita era prevista per il 2016. Nelle parole di L'Aura, il disco è una commedia musicale suddivisa in tre racconti brevi costituiti da quattordici capitoli, i quali narrano le vite di tre personaggi femminili ispirati agli anni '60 - '70 - '90.
Il 2 aprile 2016 svela su YouTube un'anteprima del disco, dove suona il brano Be My Baby, cover del gruppo The Ronettes e inciso in inglese, spagnolo e italiano. Il brano doveva esser contenuto nell'album come bonus track, ma rimane pubblicato solo su YouTube ufficiale della cantante. Il video del brano, girato interamente con l'iPhone della cantante, mostra le sessioni di registrazione dell'album.
Il 19 maggio 2017 è stato pubblicato il singolo I'm an Alcoholic, che anticipa l'album Il contrario dell'amore, la cui uscita è prevista per il 22 settembre 2017: un concept album ispirato alla musica anni '60, '70 e '90.
Il 18 agosto è stato pubblicato il singolo La meccanica del cuore che, proponendo un sound retrò, ripropone lo stile musicale degli anni '60.
Il 22 settembre viene pubblicato il nuovo album Il contrario dell'amore. Il disco ha esordito alla prima posizione della classifica iTunes.
Il 17 novembre 2017 esce il terzo singolo estratto dall'album dal titolo Unfair.

### Nuovi progetti
Nel 2021 ha realizzato in esclusiva per gli iscritti al suo fanclub, Hygge volume 1. Ha realizzato anche una serie di quattro EP riservati al suo fanclub in tiratura limitata intitolata Mostrilli. Nel 2023 incide una versione di Girls Just Want to Have Fun di Cyndi Lauper per il film The Cage - Nella gabbia, in uscita il 16 febbraio 2024.
Ad aprile 2024 annuncia l'uscita del singolo Pastiglie, disponibile dal 26 aprile. È il primo singolo di un nuovo progetto, a sette anni di distanza dall'ultimo album in studio inciso dalla cantante.

## Vita personale
È sposata dal 2011 con il produttore discografico Simone Bertolotti, e ha un figlio nato nel 2013.

## Discografia

### Album
- 2005 – Okumuki
- 2007 – Demian
- 2017 – Il contrario dell'amore

#### Raccolte
- 2008 – L'Aura

### EP
- 2010 – Sei come me